# Gary Albright
Gary Mitchell Albright (n. 18 mai 1963, North Kingstown⁠(d), Rhode Island, SUA – d. 7 ianuarie 2000, Hazleton⁠(d), Pennsylvania, SUA) a fost un luptător profesionist american, cel mai bine cunoscut pentru munca sa în Japonia, mai întâi cu UWF International (UWFi), iar mai târziu All Japan Pro Wrestling (AJPW). În AJPW, Albright a fost de două ori campion mondial pe echipe. Albright era cunoscut și pentru munca sa cu Stampede Wrestling în Canada, sub numele său de naștere, precum și numele de ring Vokhan Singh.
Luptător amator desăvârșit, Albright a tradus acest lucru în stilul său de luptă profesională, utilizând multe suplexuri și aruncări de-a lungul carierei sale, câștigând porecla de „Master of Suplex”.
Albright a fost membru prin căsătorie al faimoasei familii de lupte Anoaʻi, inclusiv Afa și Sika, Yokozuna, Rikishi, Dwayne "The Rock" Johnson, Jimmy și Jey Uso și Roman Reigns. Văduva sa, Monica, este fiica lui Afa Anoaʻi.
Pe 7 ianuarie 2000, Gary Albright s-a prăbușit în ring după ce a primit un buldog de trei sferturi de la adversarul său. La doar câteva minute după ce a fost scos de pe ring, Albright a fost declarat mort. Ulterior, cauza morții a fost stabilită a fi un infarct miocardic.
Un Gary Albright Memorial Show a fost co-promovat de WXW, WWE și AJPW în onoarea lui Albright la trei luni după moartea sa. Prietenul apropiat și colegul familiei Anoa'i,  Dwayne "The Rock" Johnson, a deschis spectacolul amintindu-i și aducându-i un omagiu lui Albright.